# Палма међу палмама
Палма међу палмама је југословенски драмски филм из 1967. године. Режирао га је Мило Ђукановић, а сценарио је написао Слободан Новак.

## Радња
Бивша проститутка, тражи пензију за свој некадашњи рад, што јој социјализам, својим хуманим принципима, не оспорава. Да би остварила своје право, потребна су јој два сведока, а она их има много више. Међутим проблем је јер нико неће да сведочи. Цело друштво показује своју себичност, лажни морал, предрасуде и лицемерје а она потом умире не успевши да оствари своју велику жељу.

## Улоге
| Глумац            | Улога                 |
| ----------------- | --------------------- |
| Мира Ступица      | Палма                 |
| Столе Аранђеловић | Сури                  |
| Милан Срдоч       | Римски                |
| Теа Тадић         | Зуза                  |
| Богдан Буљан      | Друг Иван             |
| Бранко Ковачић    | Барун                 |
| Славко Штетић     | Баглајић              |
| Асја Кисић        | Другарица Тиклић      |
| Северин Бијелић   | Паско, морепловац     |
| Иван Границки     | Дон Симе              |
| Зоран Симић       | Младић                |
| Андро Марјановић  | прометник у улици     |
| Звонко Лепетић    | радник                |
| Берислав Муднић   | радник                |
| Раде Перковић     | конобар               |
| Југослав Налис    | портир у луци         |
| Милош Трипковић   | Пропутник из конобе   |
| Мате Реља         | адвокат               |
| Дара Вукић        | Службеница на шалтеру |
| Божидар Враницки  | Господин у базену     |